# Baotou
Baotou (chiń. 包头; pinyin Bāotóu; mong. Buγutu) – miasto o statusie prefektury miejskiej w Chinach, w regionie autonomicznym Mongolia Wewnętrzna, port nad rzeką Huang He. W 2010 roku liczba mieszkańców miasta wynosiła 1 363 141. Prefektura miejska w 1999 roku liczyła 2 063 921 mieszkańców. Ośrodek przemysłu hutniczego, maszynowego i chemicznego; w regionie wydobywa się węgiel i rudy żelaza.

## Historia
W okresie dynastii Tang (618–907) tereny dzisiejszego Baotou zostały skolonizowane przez Chińczyków, którzy potem zostali jednak wyparci przez koczownicze ludy mongolskie. Aż do XVIII wieku Baotou było niewielką osadą, lecz po przejęciu kontroli nad regionem przez mandżurską dynastię Qing (1644–1911) zaczęło rozwijać się jako ośrodek handlu. Pod koniec XIX wieku rozpoczęła się ponowna kolonizacja chińska. W 1871 roku miejscowość została otoczona murem. W 1923 roku do Baotou doprowadzono linie kolejową łączącą z Pekinem a dwa lata później podniesiono miejscowość do rangi powiatu. W okresie drugiej wojny chińsko-japońskiej (1937–45) Baotou znajdowało się w granicach marionetkowego państwa Mengjiang utworzonego przez Japonię. W tym czasie Japończycy rozwinęli przemysł w mieście i odkryli pobliskie złoża surowców mineralnych, głównie węgla kamiennego. Po 1949 roku Baotou stało się ważnym węzłem kolejowym i dużym ośrodkiem przemysłowym i wydobywczym.

## Podział administracyjny
Prefektura miejska Baotou podzielona jest na:
- 6 dzielnic: Hondlon, Donghe, Qingshan, Shiguai, Bayan Obo, Jiuyuan,
- powiat: Guyang,
- 2 chorągwie: prawa chorągiew Tumd, zjednoczona chorągiew Darhan Muminggan.